# Konrad von Thierberg der Ältere
Konrad von Thierberg der Ältere († 1279) war ein Ordensritter des Deutschen Ordens.

## Leben
Konrad der Ältere gehörte dem Adelsgeschlecht der Herren von Tierberg Herren von Tierberg an, das seinem Namen der Burg Altentierberg entlehnt. Konrad von Thierberg der Jüngere war sein Bruder.
Im Jahr 1270 war er Landkomtur des Culmerlandes und Vizelandmeister in Preußen und von 1273 bis 1279 bekleidete er das Amt des Landmeisters von Preußen.
Er soll während seiner Amtszeit die Niederwerfung des großen Preußenaufstandes wegbereitet, weiterhin die beiden litauischen Territorien der Nadrauer und Schalauer erobert und schließlich den Kampf gegen die Sudauer begonnen haben. Seine Zeit war also wesentlich von den Kämpfen der deutschen Landnahme gekennzeichnet.
Seine wichtigste Station war sicher die Grundsteinlegung der Marienburg Marienburg Ordensburg, Europas größtem Backsteingebäude.

## Herkunftskontroverse
Zum „Streit“ welches Geschlecht der Tierberger hier gültig sei, wurde 2012 der Durchbruch erzielt: Die Burg Tierberg bei Braunsbach/Hohenlohe, die heute noch besteht, beherbergte zwar ebenfalls kurzzeitig „Herren von Tierberg“, die aber im Vornamen weder namensgleich noch wappengleich mit dem Lautlinger Geschlecht waren. Friedrich Leopold Erhard schrieb zu Beginn des 20. Jahrhunderts die Deutschordensritter vehement dem unbedeutenden hohenlohischen Geschlecht „von Tierberg“ zu. Die Autoren und Geschichtsforscher Maciej Dorna und Heiko Peter Melle kamen 2012 parallel zur Erkenntnis, dass dies nicht stimmen kann. Allein der Name Konrad ist beim Lautlinger Geschlecht über drei Jahrhunderte achtzehnmal vertreten, in Braunsbach gar nicht. Erhard begründete weiter seine Vermutungen, dass die hohenlohischen Tierberg in Anspruch genommen werden können damit, dass mit dem ersten Hochmeister der Marienburg, Ordensmeister Heinrich von Hohenlohe, auch dessen Vasallen, die Herren von Tierberg zu Braunsbach nachkamen und ihren Lehensherrn in der Ferne unterstützten. Diese Annahme wird dadurch widerlegt, da beide Landmeister von Tierberg in der zweiten Hälfte des 13. Jahrhunderts urkundlich geführt wurden, jedoch Heinrich von Hohenlohe bereits 1249, also in der ersten Hälfte des 13. Jahrhunderts verstarb. 1244 war er zum Hochmeister gewählt worden, nachdem er vorher von 1232 bis 1242 schon Deutschmeister war und damit Herr über alle deutschen Kommenden des Ordens. Dazu ist weiterhin bekannt, dass Heinrich von Hohenlohe nur einmal im Ordensland zu Preußen Gast war und zwar im Frühjahr 1246, ansonsten seine Zeit in der Heimat verbrachte. Des Weiteren wird im Anniversarbuch des Franziskanerinnenklosters Franziskanerinnenkloster Margrethausen, das ebenfalls zur Herrschaft der Tierberg in Lautlingen gehörte, eines „Deutschen Herrn von Tierberg“ gedacht, was als weiterer gesicherter Hinweis gilt. Das Wappen derer von Tierberg (Lautlingen) ist im Mittelalter wohl bekannt und dokumentiert. So auch im Wappenbuch von Wappenbuch Johann Siebmacher und in anderen einschlägigen Wappenwerken wie z. B. der Zürcher Wappenrolle. Das Wappen des hohenlohische Geschlechts „von Tierberg“ (Drei Eisenhütlein) ist in diesen bedeutenden Werken, in denen der hohe und niedere Adel akribisch aufgeführt wird, nicht erwähnt.